# Nuoto di fondo ai campionati europei di nuoto 2014 - 5 km femminili
La gara dei 5 km in acque libere femminile si è svolta il pomeriggio del 14 agosto 2014 e vi hanno partecipato 22 atlete.

## Medaglie
| Posizione | Atleta                | Paese       |
| --------- | --------------------- | ----------- |
| Oro       | Isabelle Härle        | Germania    |
| Argento   | Sharon van Rouwendaal | Paesi Bassi |
| Bronzo    | Mireia Belmonte       | Spagna      |

## Risultati
| Pos. | Atleta                  | Nazionalità | Tempo     |
| ---- | ----------------------- | ----------- | --------- |
|      | Isabelle Härle          | Germania    | 57:55.7   |
|      | Sharon van Rouwendaal   | Paesi Bassi | 58:29.9   |
|      | Mireia Belmonte         | Spagna      | 58:41.4   |
| 4    | Éva Risztov             | Ungheria    | 58:48.7   |
| 5    | Rachele Bruni           | Italia      | 58:56.3   |
| 6    | Kalliopi Araouzou       | Grecia      | 59:37.2   |
| 7    | Mariia Novikova         | Russia      | 59:50.5   |
| 8    | Erika Villaécija García | Spagna      | 1:00:06.4 |
| 9    | Patricia Wartenberg     | Germania    | 1:00:08.4 |
| 10   | Finnia Wunram           | Germania    | 1:00:19.7 |
| 11   | Nikolett Szilágyi       | Ungheria    | 1:00:46.9 |
| 12   | Isabella Sinisi         | Italia      | 1:00:48.9 |
| 13   | Anastasiia Krapivina    | Russia      | 1:01:02.7 |
| 14   | Elizaveta Gorshkova     | Russia      | 1:01:12.1 |
| 15   | Julie Berthier          | Francia     | 1:01:13.8 |
| 16   | Alice Dearing           | Regno Unito | 1:01:50.9 |
| 17   | Giorgia Consiglio       | Italia      | 1:01:52.0 |
| 18   | Jana Pechanová          | Rep. Ceca   | 1:02:10.8 |
| 19   | Lucinda Campbell        | Regno Unito | 1:03:12.9 |
| 20   | Luisa Mar Morales       | Spagna      | 1:03:26.6 |
| 21   | Kseniya Skrypel         | Ucraina     | 1:03:30.3 |
| 22   | Barbora Picková         | Rep. Ceca   | 1:05:33.4 |